# Kazimierz Kiwała
Kazimierz Kiwała (ur. 16 października 1883 we Lwowie, zm. 30 kwietnia 1940 w Katyniu) – podpułkownik piechoty Wojska Polskiego, działacz niepodległościowy, kawaler Orderu Virtuti Militari, ofiara zbrodni katyńskiej.

## Życiorys
Syn Jakuba i Marii ze Stojów, urodzony 16 października 1883 we Lwowie. Absolwent Wydziału Prawa i Administracji UJ. W czasie I wojny światowej walczył w szeregach c. k. Obrony Krajowej. W 1915 roku dostał się do niewoli rosyjskiej. Na stopień podporucznika rezerwy został mianowany ze starszeństwem z 1 lipca 1915 roku. Jego oddziałem macierzystym był Pułk Strzelców Nr 32.

W 1918 roku został przyjęty do Wojska Polskiego z zatwierdzeniem posiadanego stopnia podporucznika. W czasie wojny z bolszewikami walczył w szeregach 15 pułku piechoty „Wilków”. W 1920 roku został mianowany porucznikiem. 28 lutego 1921 roku został odznaczony orderem „Virtuti Militari” V klasy, a we wniosku o jego nadanie, napisano m.in.:

Podczas natarcia bolszewików na wieś Borowiki została okrążona kompania porucznika Kiwały, który nie cofnął się mimo silnego ognia artylerii nieprzyjaciela, ale wytrzymał 5 godzin na tej pozycji, zadał wrogowi ciężkie straty i dopiero po planowym cofnięciu całego frontu, wycofał kompanię. Podczas kontrofensywy pod Piszczą w dniach 4-5 sierpnia odparł 11 następujących po sobie ataków wroga i przyczynił się do utrzymania całej pozycji brygady (17 Brygada Piechoty). W dniu 5 września z jedną kompanią zlikwidował szarżę kawalerii bolszewickiej oskrzydlającej lewe skrzydło pułku pod Stepankowicami.

3 maja 1922 roku został zweryfikowany w stopniu majora ze starszeństwem z dniem 1 czerwca 1919 roku i 394. lokatą w korpusie oficerów piechoty, a jego oddziałem macierzystym był nadal 15 pułk piechoty „Wilków”. 10 lipca 1922 roku został zatwierdzony na stanowisku dowódcy batalionu. W 1923 roku był dowódcą III batalionu, a w następnym roku dowódcą I batalionu. W 1925 roku był kwatermistrzem pułku. W 1926 roku przeniesiony do 34 pułku piechoty w Białej Podlaskiej. 12 kwietnia 1927 roku został awansowany do stopnia podpułkownika ze starszeństwem z dniem 1 stycznia 1927 roku i 13. lokatą w korpusie oficerów piechoty. Następnie został przeniesiony macierzyście do kadry oficerów piechoty z równoczesnym przydziałem na stanowisko oficera placu Biała Podlaska. 12 marca 1929 roku został przeniesiony do Powiatowej Komendy Uzupełnień Biała Podlaska na stanowisko pełniącego obowiązki komendanta. Z dniem 1 września 1931 roku został zwolniony z zajmowanego stanowiska i skierowany na urlop, a z dniem 31 października tego roku przeniesiony w stan spoczynku. W 1934 roku pozostawał w ewidencji Powiatowej Komendy Uzupełnień Warszawa Miasto III. Posiadał przydział do Oficerskiej Kadry Okręgowej Nr I. Był wówczas „przewidziany do użycia w czasie wojny”. Od 1931 roku do czasu wybuchu II wojny światowej był dowódcą 4. Batalionu Junackich Hufców Pracy w Pyzdrach.
22 września 1939 roku, po agresji ZSRR na Polskę, w rejonie miejscowości Werba dostał się do niewoli sowieckiej. Od 22 do 28 października 1939 roku początkowo był przetrzymywany w obozie w Putywlu, skąd w listopadzie 1939 roku przeniesiono go do obozu jenieckiego w Kozielsku. 28 kwietnia 1940 roku został przekazany do dyspozycji naczelnika Zarządu NKWD Obwodu Smoleńskiego – lista wywózkowa 052/4 z 27 kwietnia 1940 roku. 30 kwietnia 1940 roku został zamordowany w Katyniu przez funkcjonariuszy Obwodowego Zarządu NKWD w Smoleńsku oraz pracowników NKWD przybyłych z Moskwy na mocy decyzji Biura Politycznego KC WKP(b) z 5 marca 1940 roku. Pogrzebano go w Lesie Katyńskim, gdzie od 28 lipca 2000 roku mieści się oficjalnie Polski Cmentarz Wojenny w Katyniu. W miejscu tym prowadzone były ekshumacje i prace archeologiczne, jednak Kazimierz Kiwała nie został zidentyfikowany. W Archiwum Robla w pakiecie 01746-01, wymieniony pod adresem „Warszawa, Pogodna 2, m. 9”, na kartce znalezionej przy szczątkach Józefa Piskorza.
Kazimierz Kiwała był żonaty z Władysławą z Kończyckich. Mieszkał przy ul. Pogodnej 2/9 w Warszawie.
5 października 2007 roku minister obrony narodowej Aleksander Szczygło mianował go pośmiertnie na stopień pułkownika. Awans został ogłoszony 9 listopada 2007 roku w Warszawie, w trakcie uroczystości „Katyń Pamiętamy – Uczcijmy Pamięć Bohaterów”.

## Ordery i odznaczenia
- Krzyż Srebrny Orderu Wojskowego Virtuti Militari nr 1796[4] (28 lutego 1921)[26]
- Krzyż Walecznych (trzykrotnie)[2]
- Złoty Krzyż Zasługi (18 lutego 1939)[27]
- Srebrny Medal Waleczności 1 klasy (Austro-Węgry)[3]